# Марсель-Ла-Пом
Марсе́ль-Ла-Пом (фр. Marseille-La Pomme) — кантон во Франции, находится в регионе Прованс — Альпы — Лазурный Берег, департамент Буш-дю-Рон. Входит в состав округа Марсель.
Код INSEE кантона — 1343. В кантон Марсель-Ла-Пом входит часть коммуны Марсель.
Население кантона на 2008 год составляло 36 890 человек.

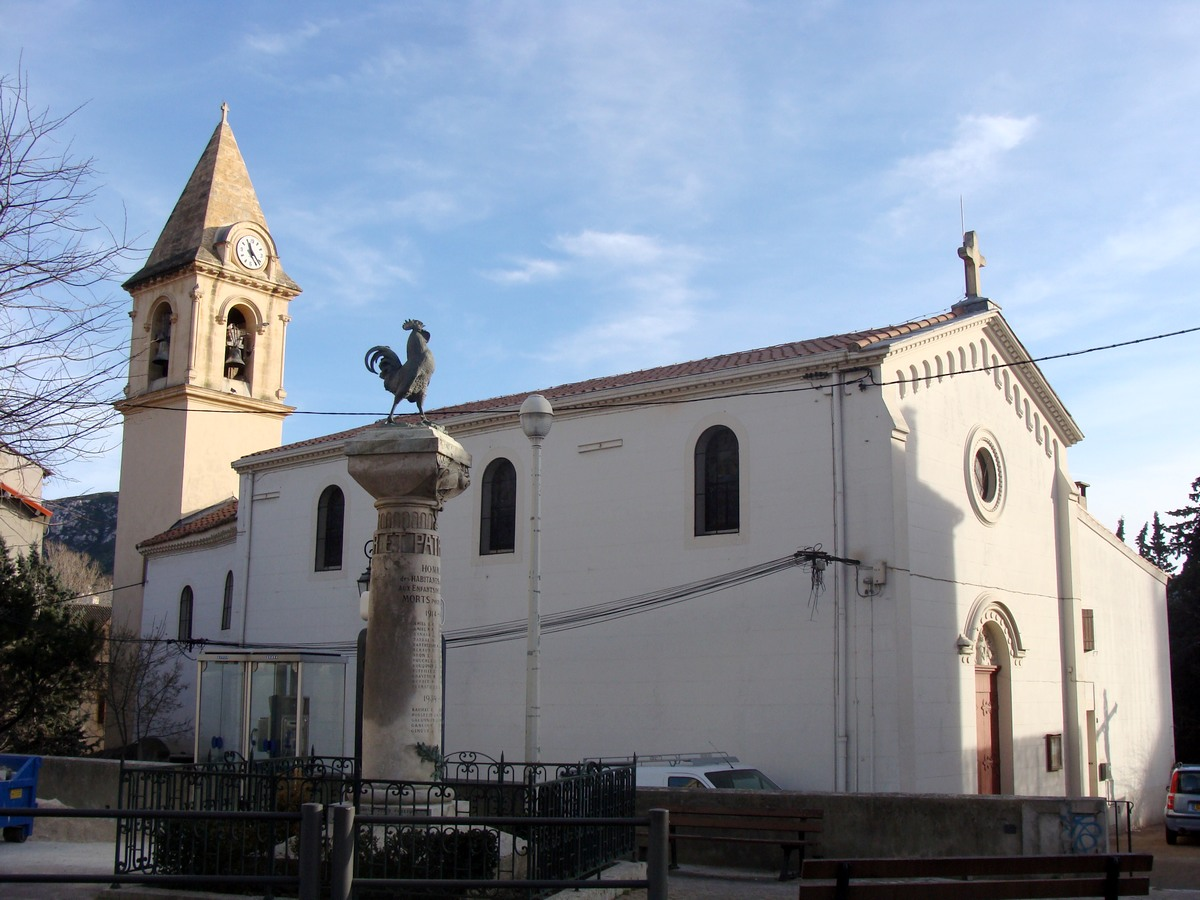
Церковь и памятник в центре Ла-Пом
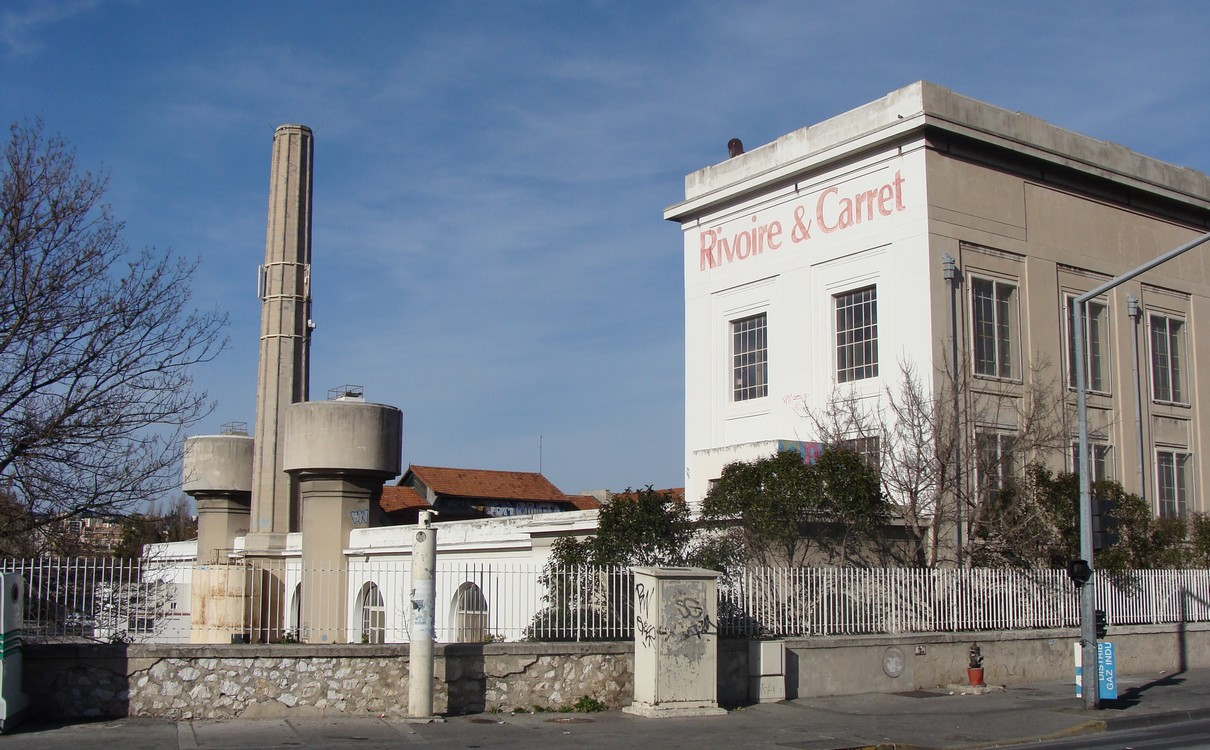
Бывшая фабрика  Rivoire-et-Carret